# Selevir-Talsperre
Die Selevir-Talsperre (türkisch Selevir Barajı) befindet sich 30 km südsüdöstlich der Provinzhauptstadt Afyonkarahisar in der gleichnamigen Provinz. Die Talsperre wurde in den Jahren 1960–1964 im Landkreis Şuhut am Kali Çayı, einem rechten Nebenfluss des Akarçay, errichtet. Sie dient der Bewässerung einer Fläche von 9192 ha. Das Absperrbauwerk ist ein 31,4 m hoher Erdschüttdamm. Das Dammvolumen beträgt 650.000 m³. Der Stausee bedeckt bei Normalstau eine Fläche von 5 km². Der Speicherraum liegt bei 57 Mio. m³.